# 阿巴納區
6°04′51″S 77°05′50″W / 6.0809°S 77.0973°W
阿巴納區（西班牙語：Distrito de Habana），是秘魯的一個區，位於該國中北部聖馬丁大區的莫約班巴省，始建於1857年1月2日，面積91.3平方公里，海拔高度855米，2005年人口1,638，人口密度每平方公里18人。